# Kỳ Châu
Kỳ Châu là một xã thuộc huyện Kỳ Anh, tỉnh Hà Tĩnh, Việt Nam.
Đây là xã có diện tích tự nhiên nhỏ nhất huyện Kỳ Anh. Đây cũng là xã có điều kiện kinh tế khá nhất trong địa bàn huyện Kỳ Anh.Trước năm 1945, xã Kỳ Châu gồm 3 làng: Dinh Cầu (nay là Châu Long), Đồng Ốc (Bắc Châu) và Hiệu Thuận (Đông Châu) tổng Hà Trung. Sau năm 1945 thành lập xã Trung Châu, sau năm 1954 chia làm 2 xã Kỳ Hoa và Kỳ Châu. Năm 1986, tách đất và người để thành lập Thị trấn Kỳ Anh. Xã Kỳ Châu có 4 xóm: Châu Long, Bắc Châu, Hiệu Châu, Thuận Châu.

## Địa giới hành chính
Xã Kỳ Châu nằm ở khu vực trung tâm về địa lý của huyện Kỳ Anh.
- Phía bắc giáp các xã Kỳ Thư và Kỳ Hải.
- Phía đông giáp các xã Kỳ Hải và Kỳ Hưng.
- Phía nam giáp xã Kỳ Hưng và thị trấn Kỳ Anh.
- Phía tây giáp thị trấn Kỳ Anh và các xã Kỳ Tân, Kỳ Thư.

## Hành chính
Năm 1986, 83 hécta diện tích tự nhiên với 1. 528 người của xã Kỳ Châu được tách ra cùng với một phần diện tích và dân số của các xã Kỳ Trinh, Kỳ Hoa, Kỳ Tân, Kỳ Hưng để thành lập thị trấn Kỳ Anh. Sau khi chia tách, xã Kỳ Châu còn 230 hécta với 2.358 người

## Địa lý tự nhiên
- Sông Trí chảy qua xã.